# Гай Центений
Гай Центений (на латински: Gaius Centenius) е военен по времето на втората пуническа война.
През 217 пр.н.е. e пропретор при консул Гней Сервилий Гемин в Ариминиум. Гемин го изпраща в Етрурия като претор, командир на 4.000 конници, за да помогне на консул Гай Фламиний, но помощта идва късно. Гай Фламиний е победен и убит в Битката при Тразименското езеро. Скоро след това Гай Центений е причакан и победен от Махарбал, военачалник на Ханибал, и кавалерията му. 2.000 римски конници умират, останалите 2.000 конници са пленени.